# Paul Zielinski
Paul Zielinski (ur. 20 listopada 1911, zm. 20 lutego 1966) – niemiecki piłkarz, pomocnik. Brązowy medalista MŚ 34.
W reprezentacji Niemiec zagrał 15 razy. Debiutował 27 maja 1934 w meczu z Belgią podczas finałów mistrzostw świata, ostatni raz zagrał w 1936. Podczas MŚ 34 wystąpił we wszystkich czterech meczach Niemiec w turnieju.
Grał w klubach SV Union Hamborn, LSV Markersdorf oraz Rapid Kassel.